# Отеген-батира
Отеге́н-бати́ра (каз. Өтеген батыр) — село в Ілійському районі Алматинської області Казахстану. Адміністративний центр сільського округу Отеген-батира.
Населення — 31675 осіб (2021; 20163 у 2009, 17301 у 1999, 16663 у 1989).
Залізнична станція Жети-Су. Виробництво будматеріалів, філія взуттєвої фірми «Джетису», але основним підприємством є ТЕС.

## Історія
Статус смт отримало 1966 року. До 24 грудня 1999 року називалось Енергетичеський., до 2016 року мало статус селища.